# 거미집 (영화)
"거미집"(영어: Cobweb)은 2023년 개봉한 대한민국의 코미디, 드라마 영화이다. 김지운이 감독을, 신연식이 각본을 맡았다.

## 줄거리
“결말만 바꾸면 걸작이 된다, 딱 이틀이면 돼!” 1970년대 꿈도 예술도 검열당하던 시대 성공적이었던 데뷔작 이후, 악평과 조롱에 시달리던 김감독 (송강호) 은 촬영이 끝난 영화 ‘거미집’의 새로운 결말에 대한 영감을 주는 꿈을 며칠째 꾸고 있다. 그대로만 찍으면 틀림없이 걸작이 된다는 예감, 그는 딱 이틀 간의 추가 촬영을 꿈꾼다. 그러나 대본은 심의에 걸리고, 제작자 백회장 (장영남) 은 촬영을 반대한다. 제작사 후계자인 신미도 (전여빈) 를 설득한 김감독은 베테랑 배우 이민자 (임수정) , 톱스타 강호세 (오정세) , 떠오르는 스타 한유림 (정수정) 까지 불러 모아 촬영을 강행하지만, 스케줄 꼬인 배우들은 불만투성이다. 설상가상 출장 갔던 제작자와 검열 담당자까지 들이닥치면서 현장은 아수라장이 되는데… 과연 ‘거미집’은 세기의 걸작으로 완성될 수 있을까?

## 배역

### 주연
- 송강호 : 영화감독 김열 역(김기영 감독을 모티브로 한 배역)
- 임수정 : 이민자 역
- 오정세 : 강호세 역
- 전여빈 : 신미도 역
- 정수정 : 한유림 역
- 박정수 : 오 여사 역
- 장영남 : 백 회장 역

### 조연
- 김민재 : 김 부장 역
- 김동영 : 조감독 역
- 김재건 : 강 회장 역
- 장광 : 최 국장 역
- 정인기 : 사냥꾼 역
- 장남열 : 박 주사 역
- 정기섭 : 황 반장 역
- 김중희 : 구 박사 역
- 김문학 : 촬영 기사 역
- 이승진 : 조명 기사 역
- 차서현 : 의상 팀장 역

### 그 외 출연진
- 강채영 : 기록 역
- 김민하 : 연출부 1 역
- 조승구 : 제작부 역
- 박현철 : 소품기사 역
- 강다은 : 분장팀 역
- 이혜아 : 의상팀 역
- 김홍국 : 촬영보조 1 역
- 이선우 : 조명보조 1 역
- 임영준 : 세트팀 1 역
- 김준범 : 세트팀 2 역
- 조지승 : 분장팀장 역
- 김서현 : 의상팀장 역
- 정우성 : 신 감독 역 (특별출연, 신상옥 감독을 모티브로 한 배역)
- 엄태구 : 미남 스타 엄태구 역 (우정출연)
- 염혜란 : 강호세 부인 역 (우정출연)
- 최덕문 : 카지노 지배인 역 (특별출연)

## 수상 목록
- 2023년 제59회 대종상 남우조연상 (오정세)
- 2023년 제44회 청룡영화상 여우조연상 (전여빈)
- 2023년 제44회 청룡영화상 미술상 (정이진)
- 2023년 제10회 한국영화제작가협회상 감독상 (김지운)
- 2023년 제10회 한국영화제작가협회상 촬영상 (김지용)
- 2023년 제10회 한국영화제작가협회상 음악상 (모그)
- 2023년 제10회 한국영화제작가협회상 미술상 (정이진)
- 2023년 제28회 춘사국제영화제 최우수 감독상 (김지운)
- 2023년 제28회 춘사국제영화제 여우조연상 (정수정)
- 2024년 제23회 피렌체한국영화제 심사위원 대상
- 2024년 제23회 피렌체한국영화제 페스티발 어워드 (김지운, 송강호)
- 2024년 제33회 부일영화상 신인여자연기상 (정수정)
- 2024년 제33회 부일영화상 음악상 (모그)
- 2024년 제44회 황금촬영상 감독상 (김지운)
- 2024년 제44회 황금촬영상 남우주연상 (송강호)